# Krsice
Krsice jsou vesnice, část obce Čimelice v okrese Písek v Jihočeském kraji. Nachází se asi dva kilometry severně od Čimelic. Prochází zde silnice I/4. Je zde evidováno 65 adres. Trvale zde žije 89 obyvatel.
Krsice jsou také název katastrálního území o rozloze 3,29 km².

## Historie
První písemná zmínka o vesnici pochází z roku 1298. Ves patřila stejně jako nedaleké Horosedly k majetku biskupského statku v Příbrami. Po husitských válkách byla ves často zastavována. V 16. století přešla ves nejprve pod správu statku v Čimelicích a později k statku Neřestce, k majetku rodu Hrobčických. Třicetiletá válka obec poznamenala. Roku 1719 byly Krsice připojeny k Čimelickému statku.

## Obyvatelstvo
| Rok            | 1869 | 1880 | 1890 | 1900 | 1910 | 1921 | 1930 | 1950 | 1961 | 1970 | 1980 | 1991 | 2001 | 2011 | 2021 |
| -------------- | ---- | ---- | ---- | ---- | ---- | ---- | ---- | ---- | ---- | ---- | ---- | ---- | ---- | ---- | ---- |
| Počet obyvatel | 293  | 315  | 300  | 328  | 294  | 310  | 277  | 219  | 220  | 187  | 151  | 105  | 91   | 80   | 89   |
| Počet domů     | 40   | 45   | 46   | 48   | 49   | 52   | 60   | 62   | 60   | 58   | 50   | 61   | 65   | 45   | 68   |

## Obecní správa
Při sčítání lidu v letech 1850–1879 Krsice byly osadou obce Čimelice v okrese Písek. V letech 1880–1962 byly samostatnou obcí v okrese Písek. Od roku 1963 jsou opět částí obce Čimelice v okrese Písek.

## Pamětihodnosti
- Výklenková kaple zasvěcená svatému Janu Nepomuckému se nachází na mostě přes řeku Skalici. Je z roku 1869. Do zábradlí mostu pod výklenkovou kaplí je vsazena pamětní deska s tímto nápisem: VYSTAVEN 1869 PODPOROU J. J. KNÍŽETE KARLA ZE SCHWARZENBERGU PÉČÍ JANA KLOUČKA SOUSEDŮ PROVEDL S. T. TÁBORSKÝ.[9]
- Kaple na návsi je zasvěcena Povýšení svatého Kříže a je z roku 1872.[10] Kaple má obdélníkovitý půdorys a po obou stranách má přístavby.
- Před návesní kaplí se nalézá železný kříž.
- Před kaplí se také nachází památník padlým v první světové válce. Památník má nápis (dle tehdejšího pravopisu): BOJEM K VÍTĚZTVÍ! Dále jsou zde uvedena jména padlých spoluobčanů.[11]
- Kamenný klasicistní most přes řeku Skalici má tři oblouky. Střední část mostu byla postavená 1869. Ze stejného roku je i výklenková kaple, která se na mostě nalézá.[12]
- Soubor lidové architektury, která se nachází ve vesnici, pochází většinou z průběhu 19. století. Nejvýznamnější je usedlost čp. 10, která se nachází na návsi. Před touto usedlostí se nalézá starobylá sýpka se štěrbinovitými otvory a s křídlovým štítem.[12]
- Klasicistní usedlost čp. 11 se nachází nedaleko od domu čp. 10 také na návsi. U domu je patrová sýpka.[12]
- Dům čp. 28 má nad branou vročení 1870.[12]
- Další zajímavou stavbou je dvojdomek čp. 32 s datací 1864.[12]
- Na východní straně návsi se nachází dům čp. 26 z roku 1897.[12]

## Galerie

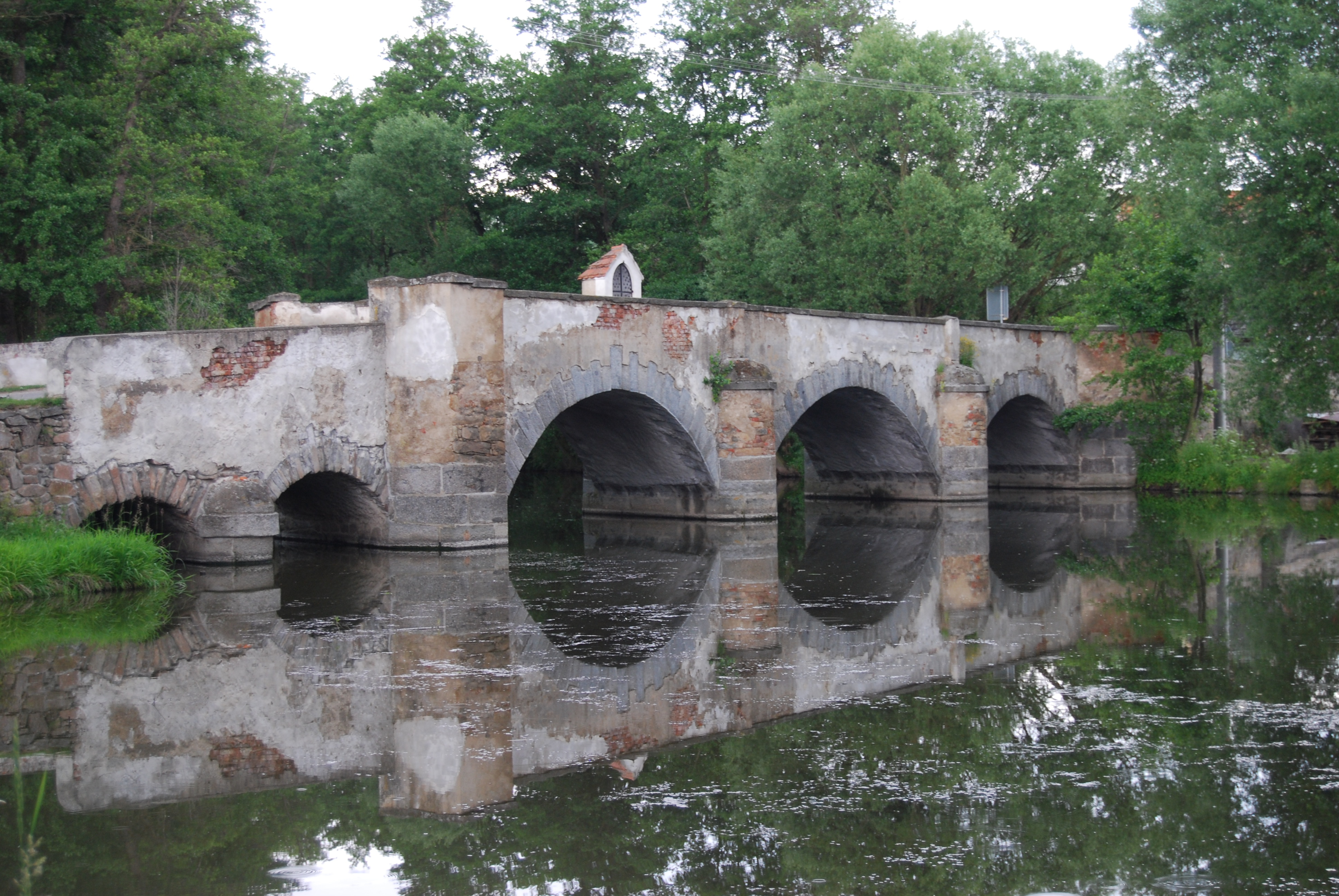
Kamenný most ve vesnici
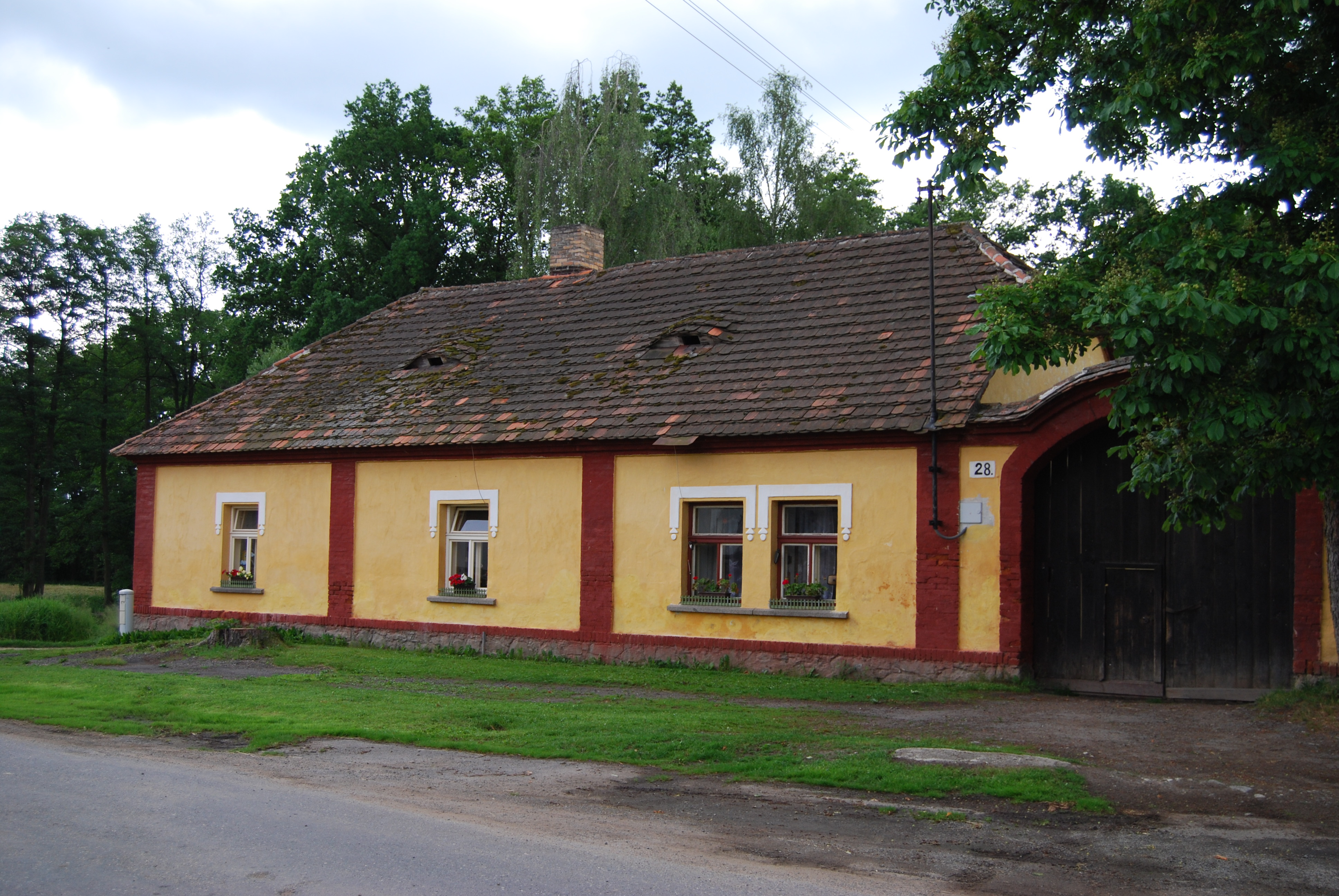
Usedlost ve vsi čp. 28
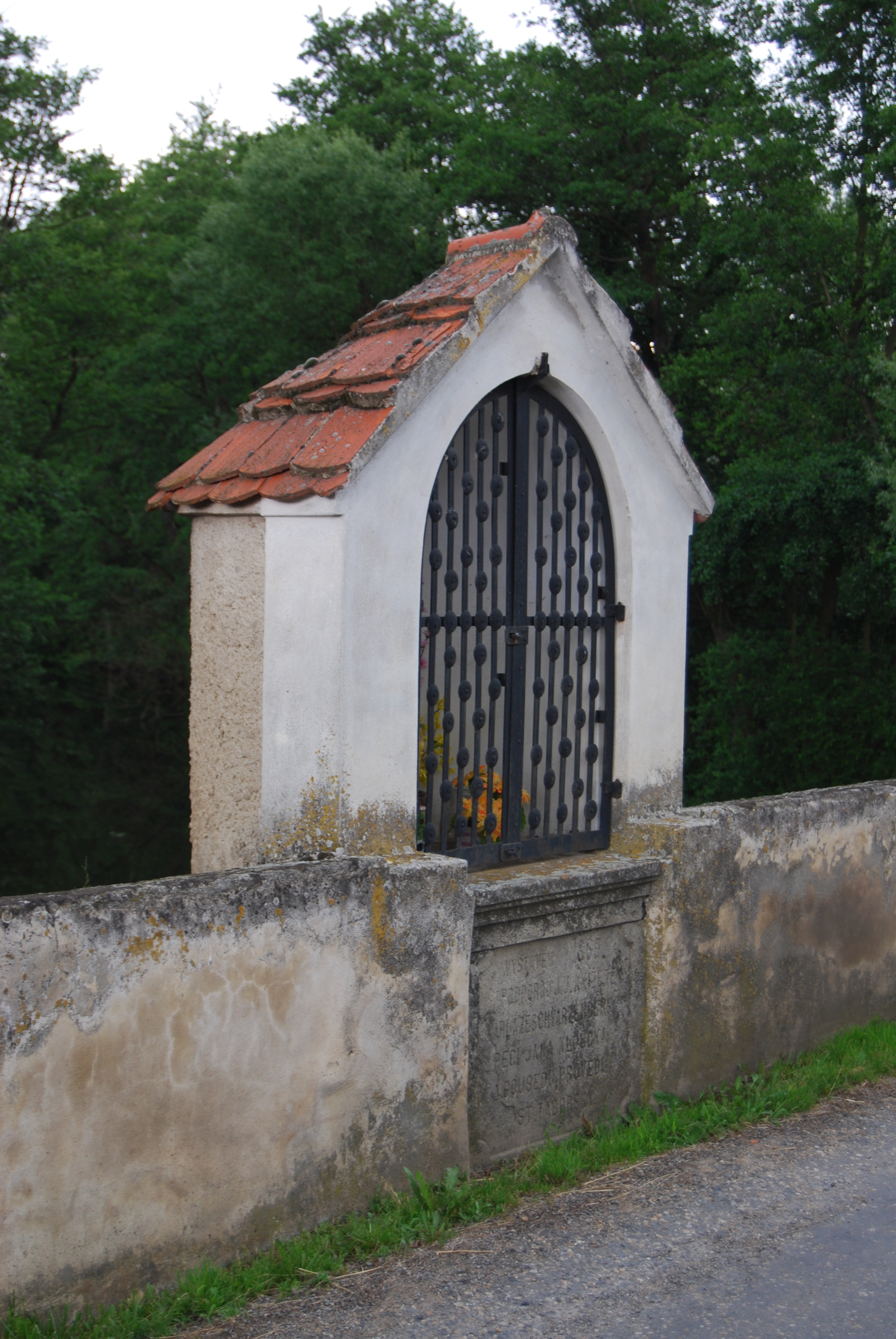
Výklenková kaple na mostě
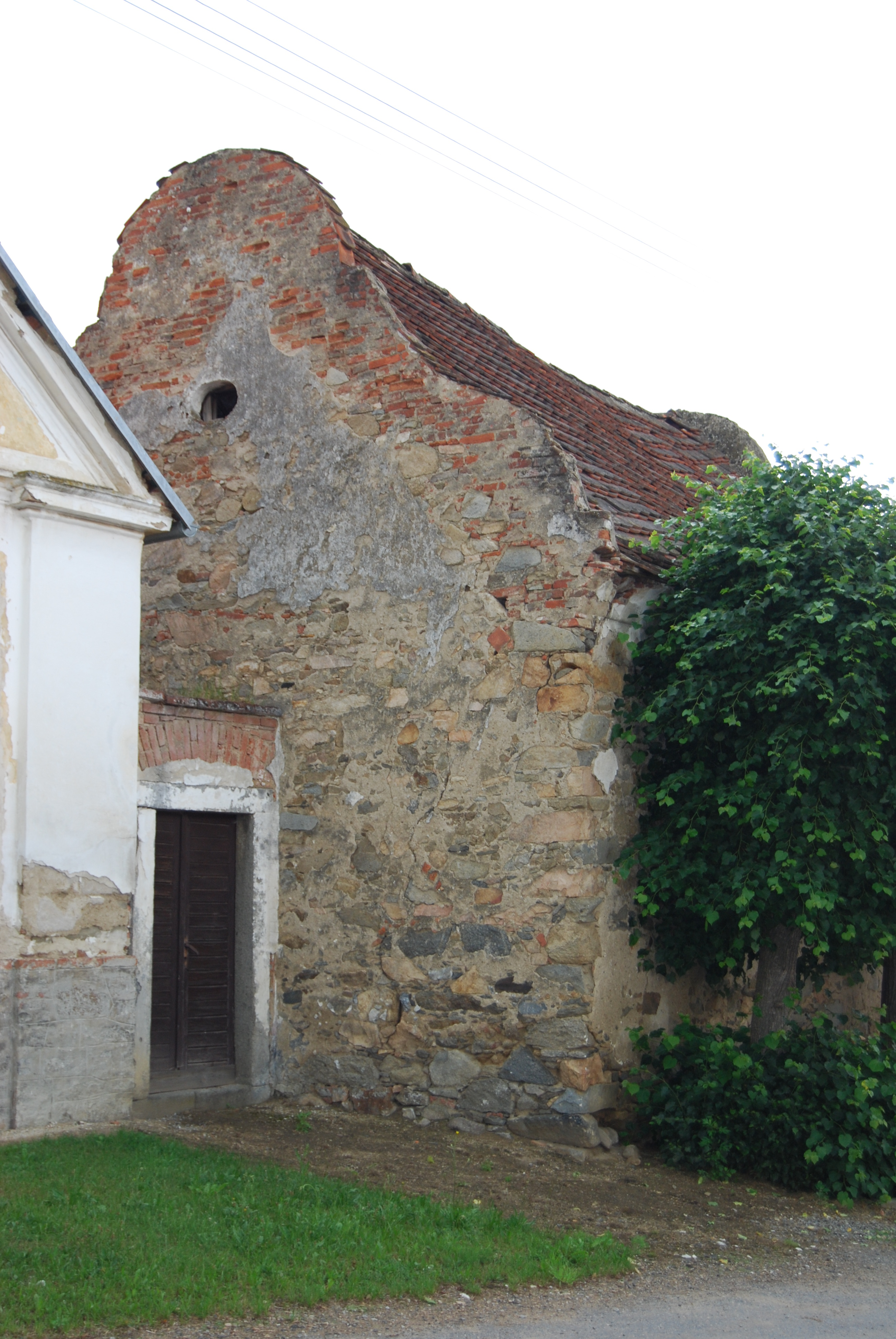
Sýpka u domu čp. 10
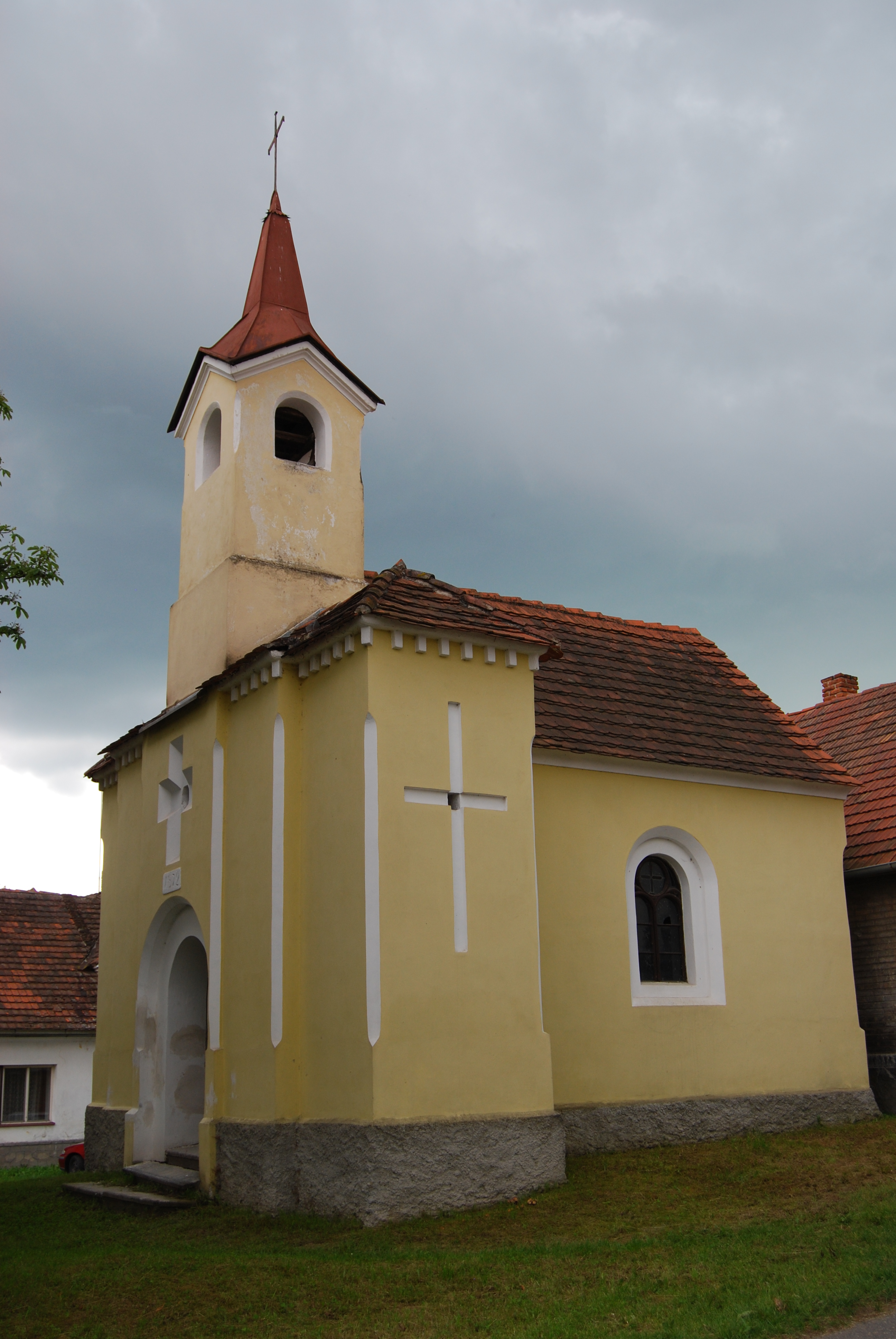
Návesní kaple